# کاخوفکا
کاخوفکا (به روسی: Каховка) شهری در استان خرسون در کشور اوکراین است. جمعیت این شهر۳۵,۴۰۰ (۲۰۲۱ تخمینی) نفر است.